# Kathryn Morris
Kathryn Morris (Cincinnati, Ohio, 28. siječnja 1969.), američka glumica.
U Hrvatskoj ju najčešće viđamo u seriji koja ide na RTL-u, Zaboravljenom slučaju. U zaboravljenom slučaju Kathryn glumi Lily Rush. Prije, krajem 1990-ih Kathryn smo imali prilike vidjeti u TV seriji Xena, princeza ratnica. Kathryn je tamo glumila Xeninu vjernu pomagačicu Najaru. 

## Filmografija
- Resurrecting the Champ (2007) .... Joyce
- Mindhunters (2004) .... Sara Moore
- Paycheck (2003) .... Rita Dunne
- The Hire: Hostage (2002) .... Linda Delacroix (The Hostage) (one of the BMW films)
- Minority Report (2002) .... Lara Anderton
- Role of a Lifetime (2001) .... Chelsea
- The Last Castle (2001) .... DOD investigator (scenes deleted)
- A.I.: Artificial Intelligence (2001) .... Teenage Honey (scenes deleted)[1]
- And Never Let Her Go (2001) (TV) .... Anne Marie Fahey
- The Contender (2000) .... Special Agent Paige Willomina
- Murder, She Wrote: A Story to Die For (2000) (TV) .... Patricia Williams
- Hell Swarm (2000) (TV)
- Deterrence (1999) .... Lizzie Woods
- Screenplay (1999)
- Inherit the Wind (1999) (TV) .... Rachel Brown
- Inferno (1998) (TV) .... Ryan Tibbet
- The Prophecy II (1998) (V) .... Anxious Mother
- Pensacola: Wings of Gold (1997) TV Series .... 1st Lt. Annalisa Lindstrom (1997-1998)
- As Good as It Gets (1997) .... Psychiatric Patient
- The Prince (1996/I) .... Emily
- Sleepstalker (1995) .... Megan
- Family Values (1995) (TV) .... Borgyork Grumm
- W.E.I.R.D. World (1995) (TV) .... Lucy, Monochian's Assistant
- A Friend to Die For (1994) (TV) .... Monica
- Sweet Justice (1994) TV Series .... Remy
- Oldest Living Confederate Widow Tells All (1994) (TV) .... Zundro (Sandra)
- Rise and Walk: The Dennis Byrd Story (1994) (TV) .... Angela
- Cool as Ice (1991) .... Jen
- Long Road Home (1991) (TV) .... Billy Jo Robertson

### Serije u kojima je glumila
- Cold Case (2003) TV Series .... Lilly Rush
- The Wright Stuff (2000) playing "Herself" 3 December 2002
- The Mind of the Married Man (2001) playing "Sandy" in two episodes:
  - "Just Thinking of You" (episode # 1.7) 4 November 2001
  - "When We Were Nice" (episode # 1.8) 11 November 2001
- Providence (1999) playing "Molly" in episode: "The Third Thing" (episode # 2.1) 24 September 1999
- Xena: Warrior Princess (1995) playing "Najara" in two episodes:
  - "Crusader" (episode # 4.8) 16 November 1998
  - "The Convert" (episode # 4.18) 19 April 1999
- The Magnificent Seven (1998) playing "Charlotte Richmond" in two episodes:
  - "Wagon Train: Part 1" (episode # 2.5) 12 February 1999
  - "Wagon Train: Part 2" (episode # 2.6) 19 February 1999
- Poltergeist: The Legacy (1996) playing "Laura Davis" in episode: "Silent Partner" (episode # 2.15) 20 June 1997
- Ink (1996) playing "Woman" in episode: "Above the Fold" (episode # 1.1) 21 October 1996
- Silk Stalkings (1991) playing "Judith Millay" in episode: "Compulsion" (episode # 6.2) 22 September 1996